# كييتشي هيروكاوا
كييتشي هيروكاوا (広川恵一 هيروكاوا كييتشي) هو ملحن ياباني.

## أعماله في الدراما اليابانية
- ملاك النقود (ضمن MONACA)

## أعماله في الأنمي

### مسلسلات أنمي تلفزيونية
- ويك أب, جيرلز! (ضمن MONACA)
- أيكاتسو! (ضمن MONACA)
- كابتن إيرث (ضمن MONACA)
- البطلة يونا يوكي (ضمن MONACA)
- فتيات كرة الطاولة المشتعلات (بالتعاون مع كونيوكي تاكاهاشي و هيديكازو تاناكا)
- آن هابي (ضمن MONACA)
- غارو: فانيشينغ لاين (بالتعاون مع ريويتشي تاكادا)

### أنمي الإنترنت
- ويك أب، جيرلزوو! (ضمن MONACA)
- مونستر سترايك (النصف الثاني من الموسم الأول; بالتعاون مع ساتورو كوساكي, كونيوكي تاكاهاشي وريويتشي تاكادا)

### أفلام أنمي
- ويك أب، جيرلز!: ظل الشباب (ضمن MONACA)
- ويك أب، جيرلز!: بيوند ذا بوتوم (ضمن MONACA)
- مونستر سترايك ذا موفي: إلى مكان البداية (ضمن MONACA)

## وصلات خارجية
- كييتشي هيروكاوا على موقع ميوزك برينز (الإنجليزية)